# Eurysacca
Eurysacca is een geslacht van vlinders van de familie tastermotten (Gelechiidae).

## Soorten
- E. acutivalva Povolny, 1986
- E. albonigra Povolny, 1986
- E. annulata Povolny, 1986
- E. atrata Povolny, 1986
- E. boertmanni Povolny, 1990
- E. chili (Povolny, 1967)
- E. danorum Povolny, 1986
- E. excisa Povolny, 1986
- E. gnorimina Povolny, 1986
- E. media Povolny, 1986
- E. melanocampta (Meyrick, 1917)
- E. melanopicta Povolny, 1986
- E. minima Povolny, 1986
- E. novalis Povolny, 1989
- E. paleana Povolny, 1986
- E. parvula Povolny, 1986
- E. splendida Povolny, 1986
- E. subatrata Povolny, 1986
- E. subsplendida Povolny, 1986
- E. tenebrosa Povolny, 1986
- E. vera Povolny, 1990